# Cyclocephala lamarcki
Cyclocephala lamarcki är en skalbaggsart som beskrevs av Roger Paul Dechambre 1999. Cyclocephala lamarcki ingår i släktet Cyclocephala och familjen Dynastidae. Inga underarter finns listade i Catalogue of Life.